# Johan Jarlén
Johan Jonatan Assaf "John" Jarlén (Göteborg, Västra Götaland, 4 de novembre de 1880 – Göteborg, 18 d'abril de 1955) va ser un gimnasta i arquitecte suec.
Després de graduar-se el 1901, va estudiar a l'Escola Politècnica Chalmers i a la Reial Acadèmia de Belles Arts Sueca entre 1905 i 1908.
El 1908 va prendre part en els Jocs Olímpics de Londres, on guanyà la medalla d'or en la prova del concurs complet per equips, com a membre de l'equip suec.

## Galeria

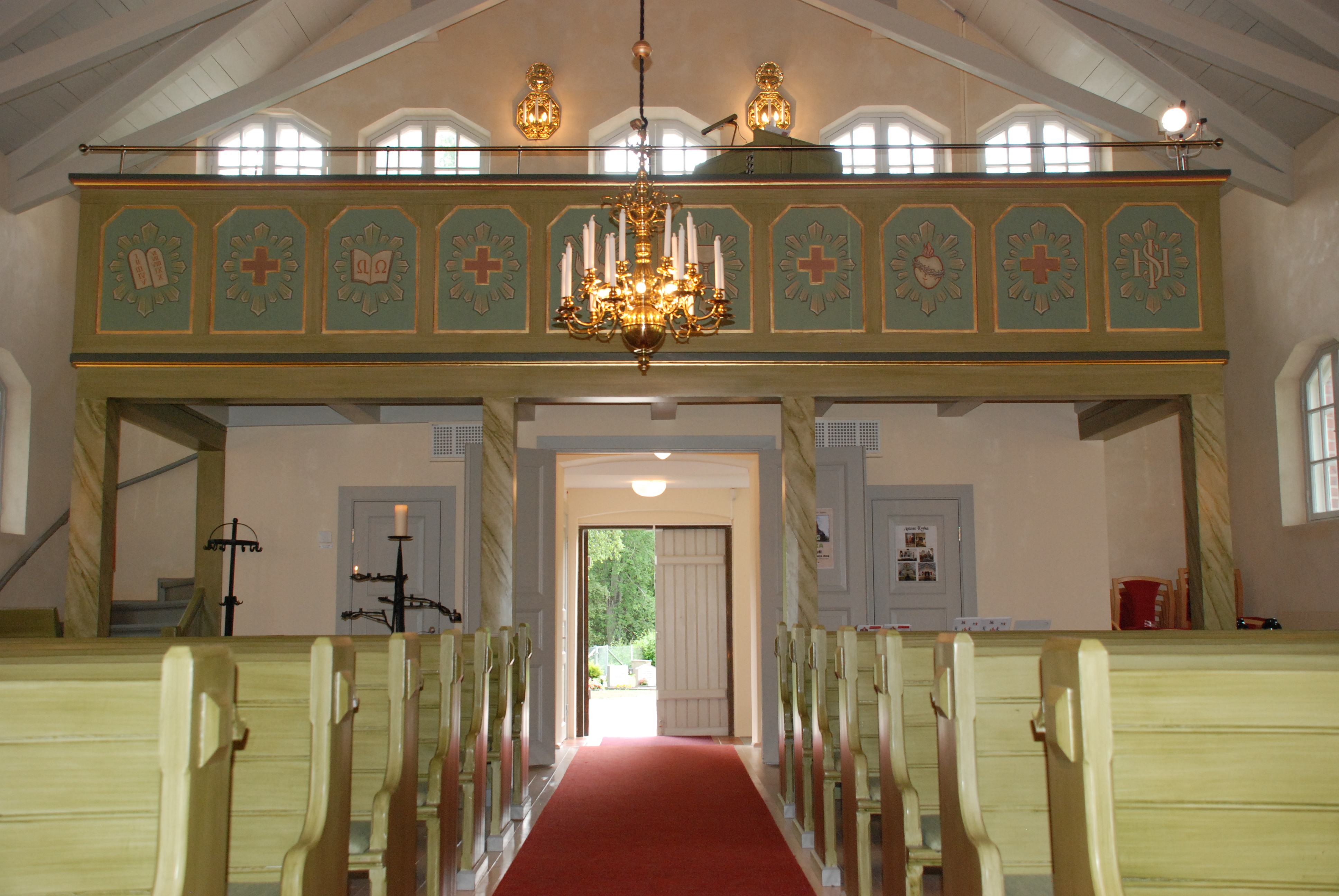
Capella
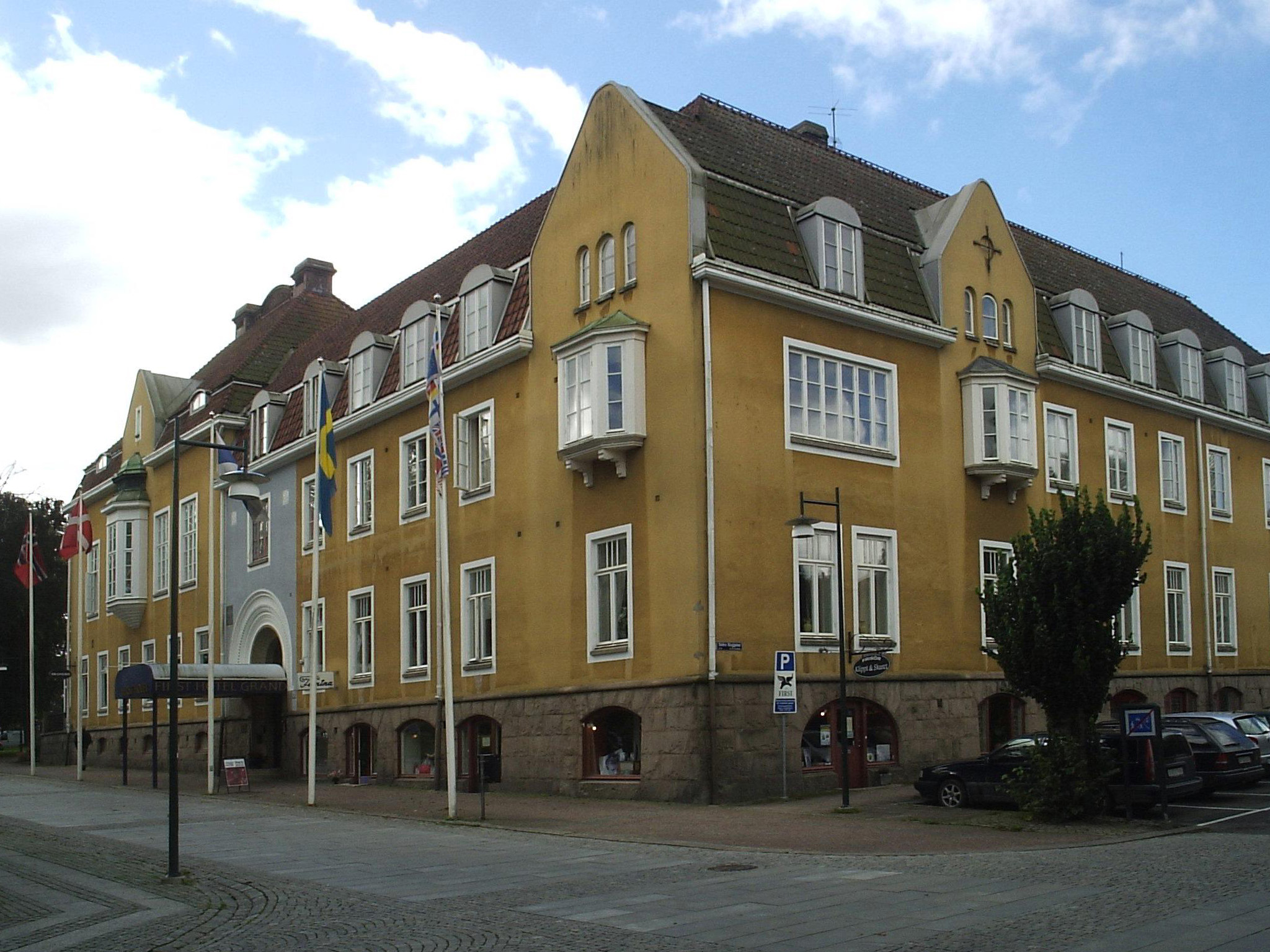
Hotel a Allingsås
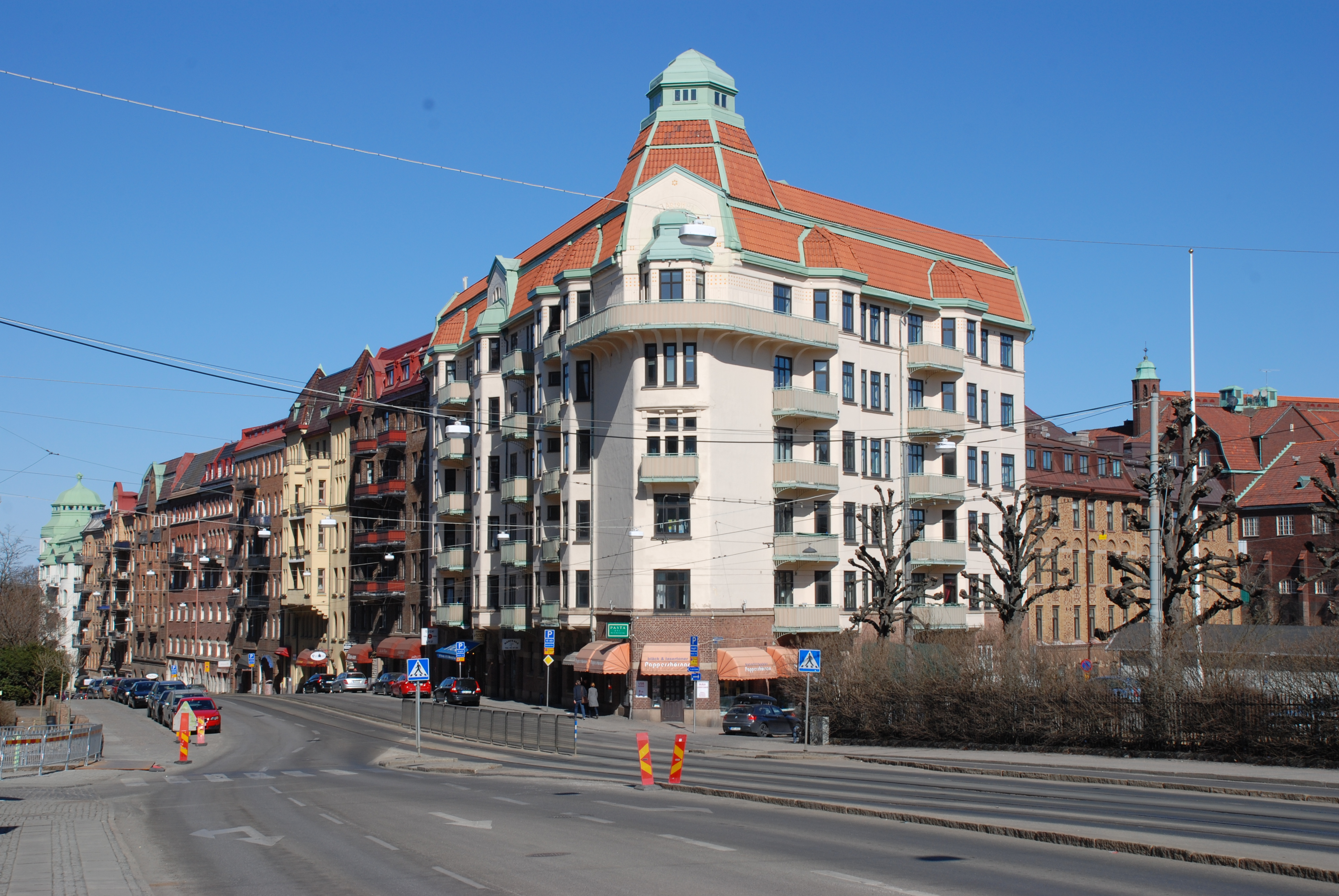
Aschebergsgatan 40
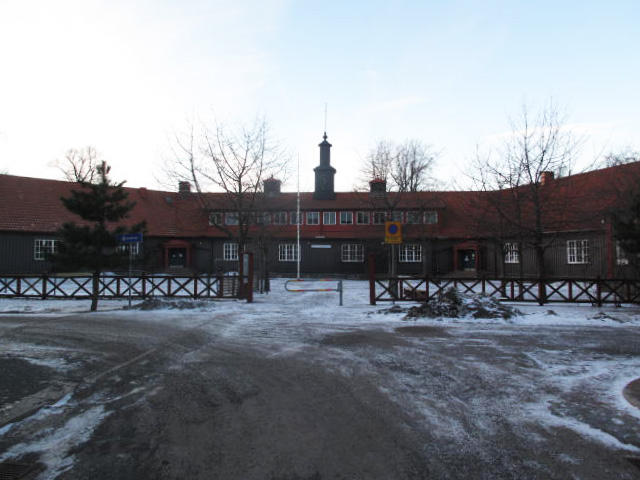
Bagaregårdsskolan